# NGC 1793
NGC 1793 ist die Bezeichnung eines offenen Sternhaufens im Sternbild Dorado. Das Objekt wurde am 24. November 1834 von John Herschel entdeckt.